# يوناس فولجر
يوناس فولجر (بالألمانية: Jonas Folger) مواليد 13 أغسطس 1993 في مولدورف، ألمانيا، هو متسابق دراجات نارية ألماني. نافس في سباقات بطولة العالم لفئة 125 سي سي.

## سباقات فاز بها
- جائزة بريطانيا الكبرى للدراجات النارية 2011

## روابط خارجية
- جوناس فولجير على موقع MotoGP.com (الإنجليزية)
- جوناس فولجير على موقع WorldSBK.com (الإنجليزية)
- جوناس فولجير على موقع AS.com (الإسبانية)